# Tournoi de Hohhot de judo
Le tournoi de judo de Hohhot est une compétition de judo organisée annuellement à l'automne par l'Union asiatique de judo. Ce tournoi est un événement majeur dans le calendrier international du fait de son label « Grand Prix ». Il remplace dans le calendrier le Tournoi de Qingdao à partir de 2017.

## Palmarès masculin
| Grand Prix | Grand Prix    | Grand Prix       | Grand Prix       | Grand Prix             | Grand Prix         | Grand Prix     | Grand Prix              |
| Année      | -60 kg        | -66 kg           | -73 kg           | -81 kg                 | -90 kg             | -100 kg        | +100 kg                 |
| ---------- | ------------- | ---------------- | ---------------- | ---------------------- | ------------------ | -------------- | ----------------------- |
| 2017       | Toru Shishime | Yakub Shamilov   | SaiYinjirigala   | Antoine Valois-Fortier | Khusen Khalmurzaev | Ryunosuke Haga | Lukas Krpálek           |
| 2018       | Yeldos Smetov | Joshiro Maruyama | An Chang-rim     | Takeshi Sasaki         | Gwak Dong-han      | Cho Gu-ham     | Naidangiin Tüvshinbayar |
| 2019       | Kim Won-jin   | Kim Lim-hwan     | Hidayət Heydərov | Saeid Mollaei          | Kenta Nagasawa     | Cho Gu-ham     | Kim Min-jong            |

## Palmarès féminin
| Grand Prix | Grand Prix    | Grand Prix   | Grand Prix      | Grand Prix      | Grand Prix      | Grand Prix            | Grand Prix   |
| Année      | -48 kg        | -52 kg       | -57 kg          | -63 kg          | -70 kg          | -78 kg                | +78 kg       |
| ---------- | ------------- | ------------ | --------------- | --------------- | --------------- | --------------------- | ------------ |
| 2017       | Kang Yu-jeong | Rim Song-sim | Momo Tamaoki    | Miku Tashiro    | Naeko Maeda     | Bernadette Graf       | Han Mi-jin   |
| 2018       | Ami Kondō     | Uta Abe      | Christa Deguchi | Aimi Nouchi     | Sanne van Dijke | Ruika Satō            | Akira Sone   |
| 2019       | Jon Yu-sun    | Uta Abe      | Kim Jin-a       | Martyna Trajdos | Saki Niizoe     | Fanny-Estelle Posvite | Idalys Ortíz |